# 1016
| Calendário gregoriano                                                        | 1016 MXVI                                              |
| Ab urbe condita                                                              | 1769                                                   |
| Calendário arménio                                                           | 465 – 466                                              |
| Calendário bahá'í                                                            | -828 – -827                                            |
| Calendário budista                                                           | 1560                                                   |
| Calendário chinês                                                            | 3712 – 3713 Início a 11 de fevereiro (aproximadamente) |
| Calendário copta                                                             | 732 – 733                                              |
| Calendário etíope                                                            | 1008 – 1009                                            |
| Calendários hindus - Vikram Samvat - Calendário nacional indiano - Cáli Iuga | 1071 – 1072 937 – 938 4116 – 4117                      |
| Calendário Holoceno                                                          | 11016                                                  |
| Calendário islâmico                                                          | 406 – 407                                              |
| Calendário judaico                                                           | 4776 – 4777                                            |
| Calendário persa                                                             | 394 – 395                                              |
| Calendário rúnico                                                            | 1266                                                   |
| Calendário solar tailandês                                                   | 1559                                                   |

1016 (MXVI, na numeração romana) foi um ano bissexto do século XI do Calendário Juliano, da Era de Cristo, e as suas letras dominicais foram  A e G (52 semanas), teve início a um domingo e terminou a uma segunda-feira.
No território que viria a ser o reino de Portugal estava em vigor a Era de César que já contava 1054 anos.
| Ano completo                       |
| ---------------------------------- |
| Ano bissexto com início ao domingo |

## Eventos
- Canuto, o Grande, rei da Dinamarca confirma-se como rei de Inglaterra depois da morte de Edmundo II de Inglaterra.
- A dinastia Omíada de Córdova cai, e o Alandalus fraciona-se em vários principados independentes.
- Invasores Normandos sobem ao longo do rio Minho e destroem Tui, na Galiza.

## Nascimentos
- Rei Haroldo I de Inglaterra (data provável).
- Rei Fernando I de Leão e Castela.
- Rei Bela I da Hungria, rei da Hungria m. 1063.

## Mortes
- 23 de Abril - Rei Etelredo II de Inglaterra.
- 30 de Novembro - Rei Edmundo II de Inglaterra.